# Mistrzostwa Świata Juniorek w Hokeju na Lodzie 2013/Kwalifikacje do I Dywizji
Mistrzostwa Świata Juniorek w Hokeju na Lodzie Turniej Kwalifikacyjny do I Dywizji 2013 odbyły się w Szkocji w (Dumfries). Zawody rozgrywane są w dniach od 29 października do 3 listopada 2012 roku.
W turnieju kwalifikacyjnym do I Dywizji uczestniczyło 6 zespołów. Rozgrywały one mecze systemem każdy z każdym. Reprezentacja Francji awansowała do mistrzostw świata juniorek dywizji I w 2014 roku.
Hala, w której odbyły się zawody to:
- Ice Bowl (Dumfries)

## Wyniki
| 27 października 2012 | Słowacja | 2:3 | Francja | Ice Bowl, Dumfries |

| Szczegóły      | Szczegóły                                     | Szczegóły       | Szczegóły                                                   | Szczegóły                                  |
| -------------- | --------------------------------------------- | --------------- | ----------------------------------------------------------- | ------------------------------------------ |
| Godzina: 13:00 | A. Fortunova (EQ) 23:34 P. Gorecka (PP) 36:40 | (0:2, 2:0, 0:1) | 01:04 (EQ) M. Rioux 18:03 (EQ) L. Bauer 44:24 (EQ) E. Duvin | Widzów: 44 Sędzia główny: Ulrike Winklmayr |
| Godzina: 13:00 | 4 min                                         |                 | 10 min                                                      | Widzów: 44 Sędzia główny: Ulrike Winklmayr |

| 27 października 2012 | Kazachstan | 0:5 wo. | Włochy | Ice Bowl, Dumfries |

| Szczegóły      | Szczegóły | Szczegóły | Szczegóły | Szczegóły |
| -------------- | --------- | --------- | --------- | --------- |
| Godzina: 16:30 |           |           |           |           |

| 27 października 2012 | Chiny | 1:7 | Wielka Brytania | Ice Bowl, Dumfries |

| Szczegóły      | Szczegóły         | Szczegóły       | Szczegóły | Szczegóły                                    |
| -------------- | ----------------- | --------------- | --- | -------------------------------------------- |
| Godzina: 20:00 | Liu S. (EQ) 52:35 | (0:3, 0:2, 1:2) | 03:00 (PP) J. Browne 06:06 (EQ) K. Ord 08:36 (EQ) B. Hill 24:34 (EQ) K. Lane 29:19 (EQ) S. Jones 42:59 (EQ) K. Lane 50:40 (EQ) S. Jones | Widzów: 192 Sędzia główny: Monika Skrdlikova |
| Godzina: 20:00 | 2 min             |                 | 2 min | Widzów: 192 Sędzia główny: Monika Skrdlikova |

| 28 października 2012 | Francja | 5:0 | Kazachstan | Ice Bowl, Dumfries |

| Szczegóły      | Szczegóły                                                                                             | Szczegóły       | Szczegóły | Szczegóły                                   |
| -------------- | --- | --------------- | --------- | ------------------------------------------- |
| Godzina: 13:00 | M. Rioux (EQ) 13:03 M. Rioux (EQ) 18:41 E. Duvin (PP) 27:02 A. Wrembel (EQ) 39:18 M. Rioux (EQ) 47:28 | (2:0, 2:0, 1:0) |           | Widzów: 94 Sędzia główny: Monika Skrdlikova |
| Godzina: 13:00 | 4 min                                                                                                 |                 | 6 min     | Widzów: 94 Sędzia główny: Monika Skrdlikova |

| 28 października 2012 | Słowacja | 6:3 | Chiny | Ice Bowl, Dumfries |

| Szczegóły      | Szczegóły | Szczegóły       | Szczegóły                                           | Szczegóły                                    |
| -------------- | --- | --------------- | --------------------------------------------------- | -------------------------------------------- |
| Godzina: 16:30 | L. Bacova (EQ) 10:19 L. Bacova (PP) 12:25 P. Gorecka (EQ) 12:59 M. Mikeskova (PP) 23:38 M. Mikeskova (EQ) 34:48 A. Fortunova (EQ) 48:35 | (3:1, 2:1, 1:1) | 09:21 (EQ) Lu S. 27:19 (EQ) Lu S. 46:03 (EQ) Zhu R. | Widzów: 84 Sędzia główny: Heather Richardson |
| Godzina: 16:30 | 12 min |                 | 12 min                                              | Widzów: 84 Sędzia główny: Heather Richardson |

| 28 października 2012 | Wielka Brytania | 3:0 | Włochy | Ice Bowl, Dumfries |

| Szczegóły      | Szczegóły                                                          | Szczegóły       | Szczegóły | Szczegóły                                 |
| -------------- | ------------------------------------------------------------------ | --------------- | --------- | ----------------------------------------- |
| Godzina: 20:00 | J. Curtis (SH) 17:58 L. L. Durnell (EQ) 37:43 J. Browne (PP) 47:19 | (1:0, 1:0, 1:0) |           | Widzów: - Sędzia główny: Zuzana Findurova |
| Godzina: 20:00 | 10 min                                                             |                 | 16 min    | Widzów: - Sędzia główny: Zuzana Findurova |

| 29 października 2012 | Chiny | 1:2 | Włochy | Ice Bowl, Dumfries |

| Szczegóły      | Szczegóły          | Szczegóły                 | Szczegóły                                         | Szczegóły                                   |
| -------------- | ------------------ | ------------------------- | ------------------------------------------------- | ------------------------------------------- |
| Godzina: 13:00 | Yang M. (EQ) 26:12 | (0:0, 1:1, 0:0, 0:0, 0:1) | 23:18 (EQ) G. Battisti 65:00 (SO) A. K. Orlandini | Widzów: 184 Sędzia główny: Zuzana Findurova |
| Godzina: 13:00 | 2 min              |                           | 4 min                                             | Widzów: 184 Sędzia główny: Zuzana Findurova |

| 29 października 2012 | Słowacja | 10:0 | Kazachstan | Ice Bowl, Dumfries |

| Szczegóły      | Szczegóły | Szczegóły       | Szczegóły | Szczegóły                                 |
| -------------- | --- | --------------- | --------- | ----------------------------------------- |
| Godzina: 16:30 | M. Mikeskova (EQ) 07:05 B. Lateckova (EQ) 19:18 P. Novotna (EQ) 24:48 P. Novotna (EQ) 27:22 D. Lalikova (EQ) 28:50 B. Lateckova (PP) 33:18 K. Obercianova (EQ) 33:36 S. Fedorockova (EQ) 34:17 M. Mikeskova (PP) 53:40 B. Lateckova (EQ) 59:46 | (2:0, 6:0, 2:0) |           | Widzów: - Sędzia główny: Ulrike Winklmayr |
| Godzina: 16:30 | 4 min |                 | 16 min    | Widzów: - Sędzia główny: Ulrike Winklmayr |

| 29 października 2012 | Wielka Brytania | 2:3 | Francja | Ice Bowl, Dumfries |

| Szczegóły      | Szczegóły                               | Szczegóły       | Szczegóły                                                   | Szczegóły                                     |
| -------------- | --------------------------------------- | --------------- | ----------------------------------------------------------- | --------------------------------------------- |
| Godzina: 20:00 | S. Allen (PP) 39:56 B. Scoon (PP) 50:56 | (0:1, 1:1, 1:1) | 16:31 (PP) L. Bauer 27:00 (PP) E. Duvin 51:32 (EQ) E. Duvin | Widzów: 271 Sędzia główny: Heather Richardson |
| Godzina: 20:00 | 8 min                                   |                 | 8 min                                                       | Widzów: 271 Sędzia główny: Heather Richardson |

| 31 października 2012 | Włochy | 2:5 | Słowacja | Ice Bowl, Dumfries |

| Szczegóły      | Szczegóły                                     | Szczegóły       | Szczegóły | Szczegóły                                    |
| -------------- | --------------------------------------------- | --------------- | --- | -------------------------------------------- |
| Godzina: 13:00 | V. Avanzi (PP) 12:15 H. Elliscasis (EQ) 24:36 | (1:2, 1:1, 0:2) | 14:36 (PP) I. Klimasova 18:54 (EQ) M. Mikeskova 20:45 (PP) K. Obercianova 40:45 (EQ) D. Lalikova 42:26 (EQ) I. Klimasova | Widzów: 151 Sędzia główny: Monika Skrdlikova |
| Godzina: 13:00 | 14 min                                        |                 | 10 min | Widzów: 151 Sędzia główny: Monika Skrdlikova |

| 31 października 2012 | Francja | 3:0 | Chiny | Ice Bowl, Dumfries |

| Szczegóły      | Szczegóły                                                 | Szczegóły       | Szczegóły | Szczegóły                                   |
| -------------- | --------------------------------------------------------- | --------------- | --------- | ------------------------------------------- |
| Godzina: 16:30 | J. Vix (EQ) 00:31 E. Duvin (EQ) 11:58 E. Duvin (EQ) 44:09 | (2:0, 0:0, 1:0) |           | Widzów: 144 Sędzia główny: Zuzana Findurova |
| Godzina: 16:30 | 6 min                                                     |                 | 10 min    | Widzów: 144 Sędzia główny: Zuzana Findurova |

| 31 października 2012 | Kazachstan | 1:6 | Wielka Brytania | Ice Bowl, Dumfries |

| Szczegóły      | Szczegóły             | Szczegóły       | Szczegóły | Szczegóły                                   |
| -------------- | --------------------- | --------------- | --- | ------------------------------------------- |
| Godzina: 20:00 | K. Felzink (EQ) 35:07 | (0:2, 1:2, 0:2) | 09:38 (EQ) S. Allen 14:39 (PP) H. Emerson 27:25 (EQ) K. Ord 31:54(SH) K. Ord 40:57 (PP) L. L. Durnell 48:06 (PP) K. Ord | Widzów: 189 Sędzia główny: Ulrike Winklmayr |
| Godzina: 20:00 | 16 min                |                 | 16 min | Widzów: 189 Sędzia główny: Ulrike Winklmayr |

| 1 listopada 2012 | Chiny | 8:2 | Kazachstan | Ice Bowl, Dumfries |

| Szczegóły      | Szczegóły | Szczegóły       | Szczegóły                                       | Szczegóły                                    |
| -------------- | --- | --------------- | ----------------------------------------------- | -------------------------------------------- |
| Godzina: 13:00 | Yang M. (EQ) 03:22 Lu S. (EQ) 22:45 Lu S. (EQ) 23:41 Wang C. (PP) 28:18 Lü Y. (PP) 36:17 He X. (EQ) 40:27 Xiao J. (PP) 54:47 He X. (EQ) 55:51 | (1:1, 4:0, 3:1) | 13:26 (EQ) P. Ashimova 59:44 (EQ) N. Filimonova | Widzów: 196 Sędzia główny: Monika Skrdlikova |
| Godzina: 13:00 | 8 min |                 | 16 min                                          | Widzów: 196 Sędzia główny: Monika Skrdlikova |

| 1 listopada 2012 | Włochy | 1:0 | Francja | Ice Bowl, Dumfries |

| Szczegóły      | Szczegóły                  | Szczegóły       | Szczegóły | Szczegóły                                   |
| -------------- | -------------------------- | --------------- | --------- | ------------------------------------------- |
| Godzina: 16:30 | A. K. Orlandini (PP) 46:19 | (0:0, 0:0, 1:0) |           | Widzów: 179 Sędzia główny: Zuzana Findurova |
| Godzina: 16:30 | 10 min                     |                 | 6 min     | Widzów: 179 Sędzia główny: Zuzana Findurova |

| 1 listopada 2012 | Wielka Brytania | 3:4 | Słowacja | Ice Bowl, Dumfries |

| Szczegóły      | Szczegóły                                                       | Szczegóły       | Szczegóły                                                                                 | Szczegóły                                   |
| -------------- | --------------------------------------------------------------- | --------------- | ----------------------------------------------------------------------------------------- | ------------------------------------------- |
| Godzina: 20:00 | K. Lane (EQ) 02:48 S. Allen (EQ) 44:10 L. L. Durnell (SH) 57:39 | (1:1, 0:3, 2:0) | 00:41 (EQ) P. Gorecka 26:40 (EQ) I. Klimasova 31:34 (EQ) N. Palova 37:25 (PP) D. Lalikova | Widzów: - Sędzia główny: Heather Richardson |
| Godzina: 20:00 | 12 min                                                          |                 | 10 min                                                                                    | Widzów: - Sędzia główny: Heather Richardson |

### Tabela
| Lp. | Zespół          | M | Pkt | W | WpD | PpD | P | G + | G - | +/- |
| --- | --------------- | - | --- | - | --- | --- | - | --- | --- | --- |
| 1   | Francja         | 5 | 12  | 4 | 0   | 0   | 1 | 14  | 5   | +9  |
| 2   | Słowacja        | 5 | 12  | 4 | 0   | 0   | 1 | 27  | 11  | +16 |
| 3   | Wielka Brytania | 5 | 9   | 3 | 0   | 0   | 2 | 21  | 9   | +12 |
| 4   | Włochy          | 5 | 8   | 2 | 1   | 0   | 2 | 10  | 9   | +1  |
| 5   | Chiny           | 5 | 4   | 1 | 0   | 1   | 2 | 13  | 20  | -7  |
| 6   | Kazachstan      | 5 | 0   | 0 | 0   | 0   | 5 | 3   | 34  | -33 |

Lp. = lokata, M = liczba rozegranych spotkań, Pkt = Liczba zdobytych punktów, W = Wygrane, WpD = Wygrane po dogrywce lub karnych, PpD = Porażki po dogrywce lub karnych, P = Porażki, G+ = Gole strzelone, G- = Gole stracone, +/- = bilans bramek